# Żubr europejski
Żubr europejski, żubr (Bos bonasus) – gatunek łożyskowca z rodziny wołowatych, rzędu parzystokopytnych. Żubr jest największym ssakiem lądowym w Europie.
Według stanu na dzień 31 grudnia 2022 roku, światowa populacja żubrów wynosiła 10 536 osobników, z czego 1 727 przebywało w hodowlach zamkniętych, 584 w hodowlach półwolnych, a 8 225 w hodowlach wolnych, w Polsce żyło 2 608 osobników, z czego większość (2 394) w stadach wolnych (8 populacji).

## Taksonomia

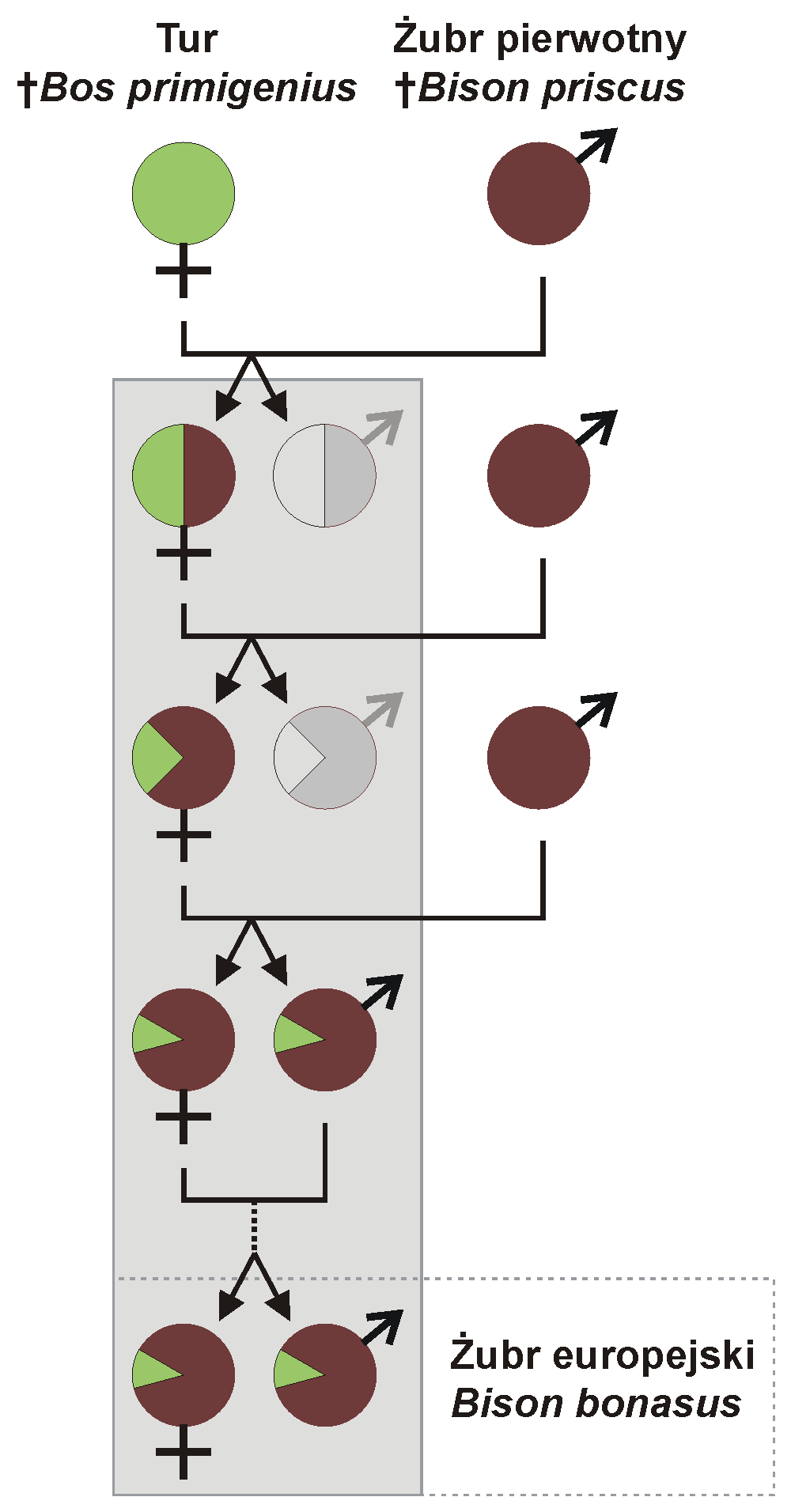
Żubr jest prawdopodobnie potomkiem krzyżówek powstałych w wyniku hybrydyzacji pomiędzy żubrem pierwotnym i turem.

Żubr został opisany naukowo przez Karola Linneusza jako Bos bonasus, lecz od XIX wieku jest zwykle klasyfikowany w rodzaju Bison razem z północnoamerykańskim bizonem (Bos bison). Wyróżnia się dwa podgatunki:
- żubr nizinny[2] (Bos bonasus bonasus) – przed I wojną światową zamieszkiwał w stanie dzikim jedynie Puszczę Białowieską. W wyniku działań wojennych i kłusownictwa do 1920 nie dotrwał żaden osobnik tej populacji. Odtworzono ją dzięki osobnikom trzymanym w niewoli.
- żubr karpacki[2] (węgierski) (Bos bonasus hungarorum) – żył na terenie południowych Karpat i Siedmiogrodu. Wymarł około 1790 lub w 1762 roku. Istnienie tego podgatunku nie jest jednak pewne, ponieważ został on opisany na podstawie fragmentu mózgoczaszki jednego dorosłego samca.

Wyróżniany podgatunek żubr kaukaski (B. b. caucasicus) jest przez część autorów na podstawie danych genetycznych uznawany za odrębny gatunek.
Żubr Bos bonasus jest jedynym gatunkiem ze swojego rodzaju zasiedlającym Europę w okresie holocenu. We wcześniejszych okresach, począwszy od wczesnego plejstocenu, na tym terenie pojawiały się wymarłe obecnie formy, uznawane za odrębne gatunki, m.in. B. priscus, B. schoetensacki B. voigtstedtensis i B. tamanensis. Przynajmniej część z nich należała do linii rozwojowej, z której wyłonił się dzisiejszy B. bonasus. Początkowo uważano, że jego bezpośrednim poprzednikiem był niewielki leśny gatunek B. schoetensacki, możliwe jednak, że gatunek powstał na skutek karłowacenia zasiedlającego zimne stepy żubra pierwotnego B. priscus.
18 października 2016 r. ukazały się w „Nature Communications” wyniki badań kopalnego DNA żubrów, prowadzone przez zespół pod kierunkiem Juliena Soubriera i Alana Coopera, z których wynika, że żubr jest produktem krzyżówki żubra pierwotnego i tura, do której doszło 120 tys. lat temu.
Analiza z 2021 roku kladu Bovidae w oparciu o DNA, DNA antyczne i szczątki subfosylne wykazała że B. bonasus jest zagnieżdżony w obrębie rodzaju Bos i tworzy klad obejmujący (B. bonasus + (B. indicus + (B. primigenius + (B. taurus + B. javanicus)))). Uproszczony fragment kladogramu pokazujący pokrewieństwo filogenetyczne w obrębie Bos:
|  | B. primigenius                                             |
|  |                                                            |
|  | \| \| B. taurus \| \| \| \| \| \| B. javanicus \| \| \| \| |
|  |                                                            |
|  | B. taurus                                                  |
|  |                                                            |
|  | B. javanicus                                               |
|  |                                                            |

|  | B. taurus    |
|  |              |
|  | B. javanicus |
|  |              |

|  | B. primigenius                                             |
|  |                                                            |
|  | \| \| B. taurus \| \| \| \| \| \| B. javanicus \| \| \| \| |
|  |                                                            |
|  | B. taurus                                                  |
|  |                                                            |
|  | B. javanicus                                               |
|  |                                                            |

|  | B. taurus    |
|  |              |
|  | B. javanicus |
|  |              |

|  | B. primigenius                                             |
|  |                                                            |
|  | \| \| B. taurus \| \| \| \| \| \| B. javanicus \| \| \| \| |
|  |                                                            |
|  | B. taurus                                                  |
|  |                                                            |
|  | B. javanicus                                               |
|  |                                                            |

|  | B. taurus    |
|  |              |
|  | B. javanicus |
|  |              |

|  | B. primigenius                                             |
|  |                                                            |
|  | \| \| B. taurus \| \| \| \| \| \| B. javanicus \| \| \| \| |
|  |                                                            |
|  | B. taurus                                                  |
|  |                                                            |
|  | B. javanicus                                               |
|  |                                                            |

|  | B. taurus    |
|  |              |
|  | B. javanicus |
|  |              |

|  | B. mutus     |
|  |              |
|  | B. grunniens |
|  |              |

|  | B. bison                                                    |
|  |                                                             |
|  | \| \| B. frontalis \| \| \| \| \| \| B. priscus \| \| \| \| |
|  |                                                             |
|  | B. frontalis                                                |
|  |                                                             |
|  | B. priscus                                                  |
|  |                                                             |

|  | B. frontalis |
|  |              |
|  | B. priscus   |
|  |              |

|  | B. mutus     |
|  |              |
|  | B. grunniens |
|  |              |

|  | B. bison                                                    |
|  |                                                             |
|  | \| \| B. frontalis \| \| \| \| \| \| B. priscus \| \| \| \| |
|  |                                                             |
|  | B. frontalis                                                |
|  |                                                             |
|  | B. priscus                                                  |
|  |                                                             |

|  | B. frontalis |
|  |              |
|  | B. priscus   |
|  |              |

|  | B. mutus     |
|  |              |
|  | B. grunniens |
|  |              |

|  | B. bison                                                    |
|  |                                                             |
|  | \| \| B. frontalis \| \| \| \| \| \| B. priscus \| \| \| \| |
|  |                                                             |
|  | B. frontalis                                                |
|  |                                                             |
|  | B. priscus                                                  |
|  |                                                             |

|  | B. frontalis |
|  |              |
|  | B. priscus   |
|  |              |

|  | B. mutus     |
|  |              |
|  | B. grunniens |
|  |              |

|  | B. bison                                                    |
|  |                                                             |
|  | \| \| B. frontalis \| \| \| \| \| \| B. priscus \| \| \| \| |
|  |                                                             |
|  | B. frontalis                                                |
|  |                                                             |
|  | B. priscus                                                  |
|  |                                                             |

|  | B. frontalis |
|  |              |
|  | B. priscus   |
|  |              |

|  | B. primigenius                                             |
|  |                                                            |
|  | \| \| B. taurus \| \| \| \| \| \| B. javanicus \| \| \| \| |
|  |                                                            |
|  | B. taurus                                                  |
|  |                                                            |
|  | B. javanicus                                               |
|  |                                                            |

|  | B. taurus    |
|  |              |
|  | B. javanicus |
|  |              |

|  | B. primigenius                                             |
|  |                                                            |
|  | \| \| B. taurus \| \| \| \| \| \| B. javanicus \| \| \| \| |
|  |                                                            |
|  | B. taurus                                                  |
|  |                                                            |
|  | B. javanicus                                               |
|  |                                                            |

|  | B. taurus    |
|  |              |
|  | B. javanicus |
|  |              |

|  | B. primigenius                                             |
|  |                                                            |
|  | \| \| B. taurus \| \| \| \| \| \| B. javanicus \| \| \| \| |
|  |                                                            |
|  | B. taurus                                                  |
|  |                                                            |
|  | B. javanicus                                               |
|  |                                                            |

|  | B. taurus    |
|  |              |
|  | B. javanicus |
|  |              |

|  | B. primigenius                                             |
|  |                                                            |
|  | \| \| B. taurus \| \| \| \| \| \| B. javanicus \| \| \| \| |
|  |                                                            |
|  | B. taurus                                                  |
|  |                                                            |
|  | B. javanicus                                               |
|  |                                                            |

|  | B. taurus    |
|  |              |
|  | B. javanicus |
|  |              |

|  | B. mutus     |
|  |              |
|  | B. grunniens |
|  |              |

|  | B. bison                                                    |
|  |                                                             |
|  | \| \| B. frontalis \| \| \| \| \| \| B. priscus \| \| \| \| |
|  |                                                             |
|  | B. frontalis                                                |
|  |                                                             |
|  | B. priscus                                                  |
|  |                                                             |

|  | B. frontalis |
|  |              |
|  | B. priscus   |
|  |              |

|  | B. mutus     |
|  |              |
|  | B. grunniens |
|  |              |

|  | B. bison                                                    |
|  |                                                             |
|  | \| \| B. frontalis \| \| \| \| \| \| B. priscus \| \| \| \| |
|  |                                                             |
|  | B. frontalis                                                |
|  |                                                             |
|  | B. priscus                                                  |
|  |                                                             |

|  | B. frontalis |
|  |              |
|  | B. priscus   |
|  |              |

|  | B. mutus     |
|  |              |
|  | B. grunniens |
|  |              |

|  | B. bison                                                    |
|  |                                                             |
|  | \| \| B. frontalis \| \| \| \| \| \| B. priscus \| \| \| \| |
|  |                                                             |
|  | B. frontalis                                                |
|  |                                                             |
|  | B. priscus                                                  |
|  |                                                             |

|  | B. frontalis |
|  |              |
|  | B. priscus   |
|  |              |

|  | B. mutus     |
|  |              |
|  | B. grunniens |
|  |              |

|  | B. bison                                                    |
|  |                                                             |
|  | \| \| B. frontalis \| \| \| \| \| \| B. priscus \| \| \| \| |
|  |                                                             |
|  | B. frontalis                                                |
|  |                                                             |
|  | B. priscus                                                  |
|  |                                                             |

|  | B. frontalis |
|  |              |
|  | B. priscus   |
|  |              |

## Wygląd

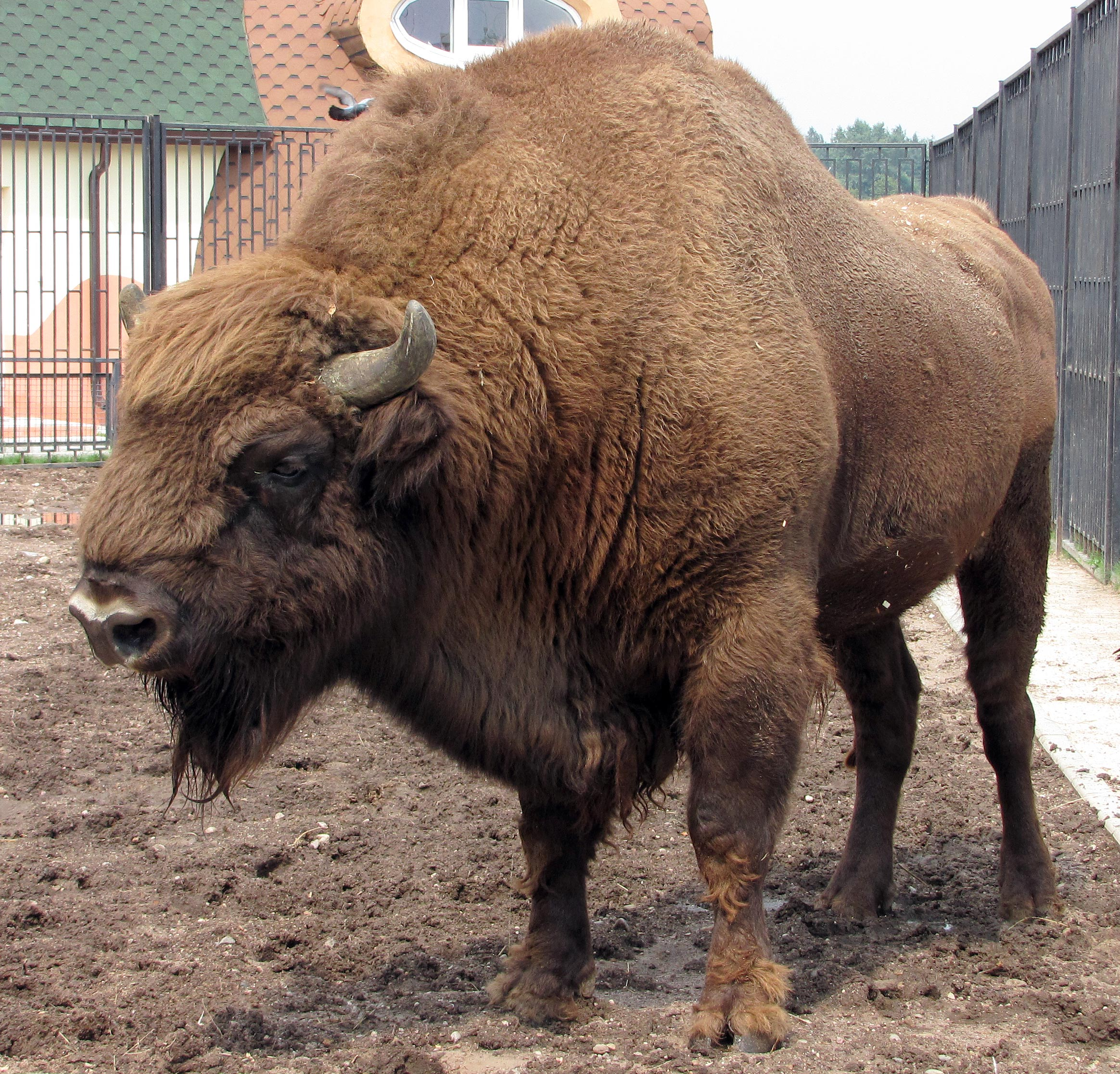
Samiec

Głowa żubra jest stosunkowo duża i ciężka o szerokim i wypukłym czole, oczy małe, krótkie rogi skierowane do góry i zagięte do środka. Szyja żubra jest gruba, krótka z wyraźnym podgardlem. Przód tułowia wygląda na bardzo potężny na skutek silnie rozwiniętego kłębu i porastającej go kasztanowo-brunatnej sierści, która w zimie jest ciemniejsza niż latem. Sierść w dolnej części głowy, przodu i szyi jest długa, na głowie, karku i kłębie występuje grzywa złożona z włosów ościstych.
Obserwuje się dymorfizm płciowy wyrażony rozmiarami ciała:
Samceich masa ciała wynosi średnio 700 kg, minimalnie 440 kg, a maksymalnie 920 kg, wysokość w kłębie ma średnio 172 cm, a maksymalnie 188 cm;
Samicemasa ciała wynosi średnio 420–460 kg, minimalnie 320 kg, a maksymalnie 640 kg, wysokość w kłębie ma średnio 152 cm.
Ponadto cechą charakterystyczną byków jest znaczna dysproporcja między przednią a tylną częścią ciała. Przód mają szeroki, masywny, z wyraźnym garbem, porośnięty długą, kudłatą grzywą, tył zaś stosunkowo mały i pokryty krótką sierścią.

## Interakcje międzygatunkowe

### Pożywienie

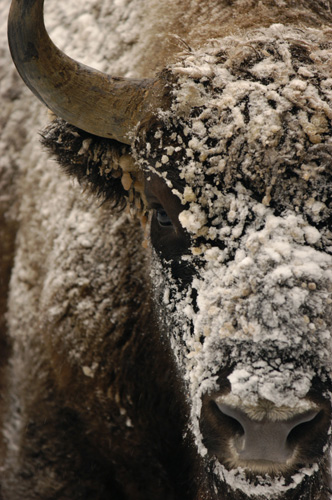
Żubr zimą

Żubry konsumują wiele gatunków roślin. Podstawę diety stanowią rośliny zielne i trawy (70–90% całości pokarmu), znajdowane na dnie lasu i na zrębach oraz na łąkach i polach uprawnych w jego pobliżu. Niechętnie zjadają turzyce o ostrych liściach. Uzupełnienie diety, zwłaszcza w okresie późnej zimy i wczesną wiosną, stanowią kora oraz pędy niektórych drzew i krzewów. Szczególnie chętnie sięgają po dąb, jesion i grab. Zimą odżywiają się żołędźmi. W Bieszczadach poza okresem wegetacyjnym ważnym pokarmem są zimozielone liście jeżyn.
W diecie żubrów dominują generalnie rośliny typowe dla łąk podmokłych oraz polan, zaś pędy drzew i krzewów są raczej rzadsze. Przystosowaniem do diety złożonej z flory łąkowej są szeroki pysk oraz zęby o wysokich koronach, które są przystosowane do ciągłego ścierania przez krzemionkę zawartą w trawach.
Dorosły żubr zjada od 40 do 60 kg paszy na dobę. Żerowanie zajmuje mu 50–80% czasu od wschodu do zachodu Słońca.
Na stanowiskach niektórych wolnych populacji żubrów praktykuje się dokarmianie zimowe. W Puszczy Białowieskiej zwyczaj ten sięga co najmniej XVIII wieku. Wszędzie podstawą karmy zimowej jest siano łąkowe, a w Puszczy Białowieskiej dodatkowo ścina się całe drzewa topoli osiki, ułatwiając zwierzętom dostęp do kory oraz pędów. Udostępnianie żubrom dodatkowego pokarmu pozwala ograniczyć śmiertelność, ale stanowi też pewne zagrożenie. Wokół miejsc dokarmiania formują się duże stada, co może sprzyjać przenoszeniu się chorób. Ponadto zaburzone zostają naturalne zachowania, w tym tendencja do migracji i zasiedlania nowych terenów.

### Pasożyty
Żubry posiadają obfitą i różnorodną parazytofaunę, ale nieliczne są wśród niej gatunki monokseniczne. Wiele spotykanych jest na bydle i jeleniowatych. Monokseniczne są m.in. roztocze Demodex bisonianus i D. bialoviensis. Na żubrze żerują także nużeniec bydlęcy z rodziny nużeńcowatych, Chorioptes bovis, Psoroptes equi i Psoroptes ovis z rodziny Psoroptidae, Sarcoptes scabiei z rodziny Sarcoptidae oraz Ixodes ricinus, I. persulcatus, I. hexagonus i Dermacentor reticulatus z rodziny kleszczowatych. Z owadów stwierdzano nim wszoła Bisonicola sedecimdecembrii, wesz bydlęcą oraz muchówki Lipoptena cervi i Melophagus ovinus z rodziny narzępikowatych.
Do nicieni pasożytujących na żubrze zalicza się: Bunostomum trigonocephalum, B. phlebotomum, Chabertia ovina, Oesophagostomum radiatum, O. venulosum, Dictyocaulus filaria, D.viviparus, Nematodirella alcidis, Nematodirus europaeus, N. helvetianus, N. roscidus, N. filicollis, N. spathiger, Cooperia oncophora, C. pectinata, C. punctata, C. surnabada, Haemonchus contortus, Mazamastrongylus dagestanicus, Ostertagia lyrata, O. ostertagi, O. antipini, O. leptospicularis, O. kolchida, O. circumcincta, O. trifurcata, Spiculopteragia boehmi, S. mathevossiani, S. asymmetrica, Trichostrongylus axei, T. askivali, T. capricola, T. vitrinus, Ashworthius sidemi, Onchocerca lienalis, O. gutturosa, Setaria labiatopapillosa, Gongylonema pulchrum, Thelazia gulosa, T. skrjabini, T. rhodesi, Aonchotheca bilobata i Trichuris ovis.
Wśród płazińców do parazytofauny żubra należą tasiemce Moniezia benedeni, M. expansa i Taenia hydatigena oraz przywry motyliczka wątrobowa, motylica wątrobowa, Parafasciolopsis fasciolaemorpha i Paramphistomum cervi.
Pasożytami żubra są również pierwotniaki Trypanosoma theileri, Giardia, Sarcocystis cruzi, S. hirsuta, S. hominis, S. fusiformis, Neospora caninum, Toxoplasma gondii, Cryptosporidium, Babesia divergens oraz liczne gatunki z rodzaju Eimeria.

## Rozród

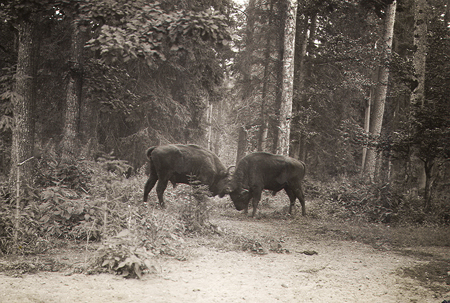
Byki walczące w Puszczy Białowieskiej

Samice dojrzewają płciowo w drugim lub trzecim roku życia, zazwyczaj rok później rodzą pierwsze młode. Samce osiągają dojrzałość w trzecim roku, ale uczestniczą w rozrodzie przeważnie pomiędzy siódmym a dwunastym rokiem życia.

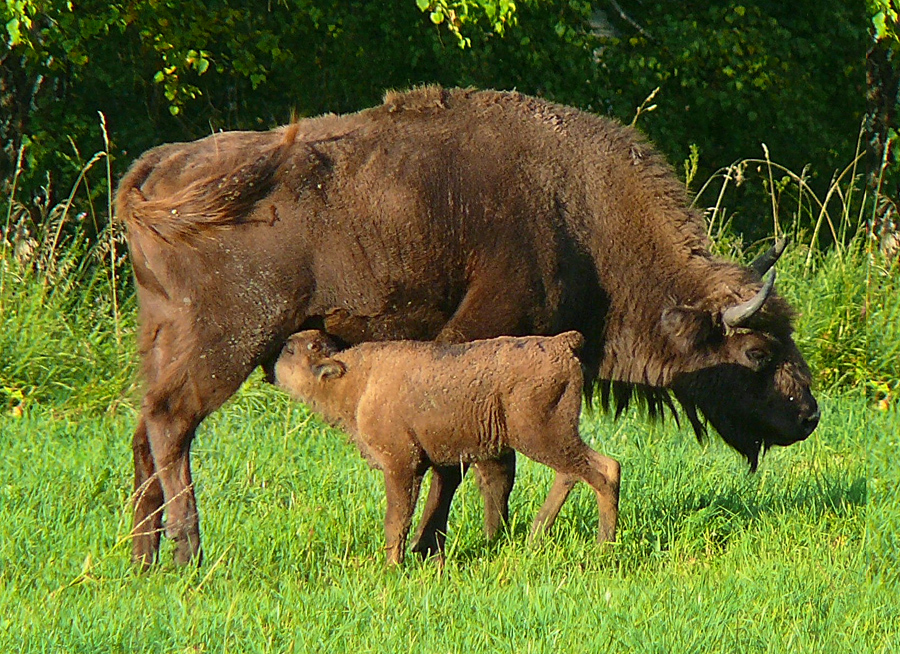
Krowa ze ssącym mleko cielakiem

Ruja u samic występuje najczęściej od sierpnia do października. W czasie jej trwania przez dwa do trzech dni samicy towarzyszy jeden samiec, odpędzający rywali. Słabsze osobniki zazwyczaj ustępują, ale w wypadku konfrontacji samców o podobnej kondycji może dochodzić do walk, czasem poprzedzonych pokazem siły (łamanie młodych drzewek, tarzanie się, rozgrzebywanie ziemi kończynami). Urazy ponoszone przez samce w walkach mogą być śmiertelne. Ciąża trwa około dziewięciu miesięcy, średnio 264 dni. Przed porodem samica opuszcza stado i wraca do niego dopiero z kilkudniowym cielakiem. Rodzi zazwyczaj jedno cielę raz na dwa lata, a okres karmienia trwa co najmniej rok. Młode po przyjściu na świat ważą od 16 do 35 kg.
Tryb życia jest typowy dla zwierząt żyjących na terenach otwartych, tzn. żubry tworzą stada, a samice włączają potomstwo do stada zaraz po porodzie. Na podstawie badań składu chemicznego kości z materiału kopalnego ustalono, że zwierzęta te zamieszkiwały na terenach otwartych, przejście do życia leśnego nastąpiło wskutek ocieplenia klimatu w holocenie i ekspansji lasów, a następnie ekspansji człowieka
Zarówno samice z nowo narodzonymi młodymi, jak i samce w okresie rozrodczym mogą być agresywne w stosunku do człowieka.

## Występowanie i liczebność

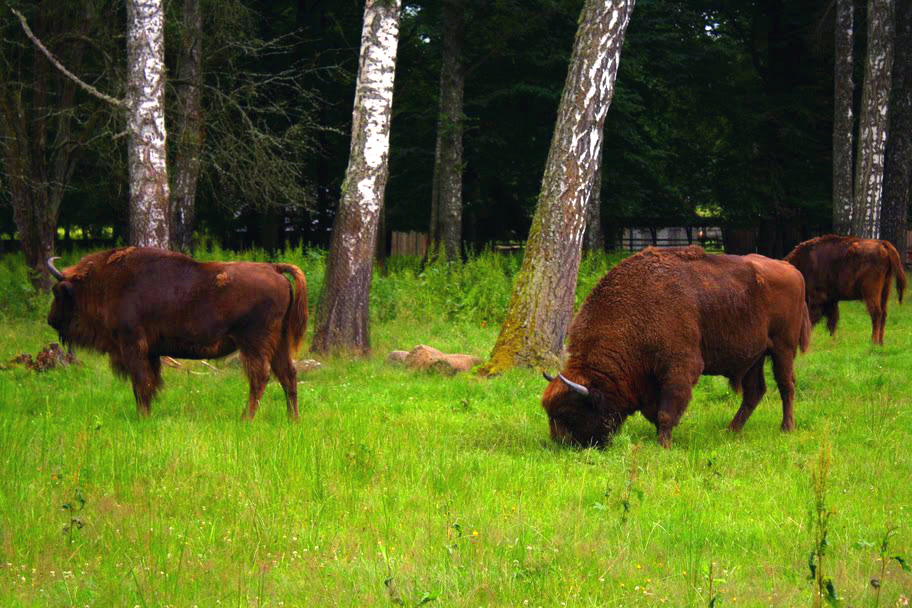
Żubry w Rezerwacie Pokazowym w Puszczy Białowieskiej

Żubry zasiedlają lasy mieszane z podmokłymi polanami. W stanie dzikim pod koniec XX wieku i na początku XXI wieku występowały w Polsce, Litwie, Ukrainie, Rosji, Białorusi, Słowacji (Park Narodowy „Połoniny”) i Niemczech. W 1997 roku na świecie żyło 2925 żubrów (z czego w Polsce ok. 600–700 szt.).
W sierpniu roku 2022 przeprowadzona została reintrodukcja żubrów w Wielkiej Brytanii. W 2021 roku, populacja żubrów sięgała 9554 osobników, czyli populacja utrzymuje charakter wzrostowy. 

### Populacja w Polsce
W 2013 liczba zwierząt w Polsce wynosiła około 1400 sztuk, a w 2023 roku, aż 2820 żubrów (czyli wzrost o ponad 101%). Ponad 800 żubrów mieszkających w Bieszczadach to żubry białowiesko-kaukaskie (nieudana ich introdukcja miała też miejsce w Gorcach), reszta to żubry białowiesko-nizinne. Żubry białowiesko-kaukaskie to osobniki, które mają geny ostatniego żubra kaukaskiego czystej krwi. Był to byk imieniem Kaukasus, wywieziony w roku 1908 do prywatnego zwierzyńca w Boitzenburgu w Niemczech: przeżył tam 18 lat i podczas odtwarzania gatunku z braku krów rasy kaukaskiej był używany do krycia krów rasy nizinnej. Żubry nie posiadające jego genów nazywane są białowiesko-nizinnymi: różnica między rasami dziś jest niedostrzegalna, chociaż jest notowana w dokumentach.
Prawie połowa polskiej wolnej populacji skupiona jest w Puszczy Białowieskiej (892 żubry na koniec 2023 roku), ponadto dzikie żubry w Polsce spotkać można w Bieszczadach (811 zwierząt w końcu 2023), Puszczy Knyszyńskiej (322 żubry na stan z 2023 rok), Puszczy Boreckiej (136 żubrów w końcu 2023), a w rejonach województwa zachodniopomorskiego odnotowano 428 żubrów, żubry występują też także w okolicy Trzcianki i Obrzycka w województwie wielkopolskim. 30 maja 2019 r., Prorektor ds. Nauki prof. dr hab. Marian Binek w imieniu Szkoły Głównej Gospodarstwa Wiejskiego w Warszawie oraz Dyrektor Centrum Koordynacji Projektów Środowiskowych Tomasz Zawiła-Niedźwiecki podpisali umowę na dofinansowanie projektu „Kompleksowa ochrona żubra w Polsce”, przewidzianego na lata 2019–2023, na kwotę 34 mln zł. Jedną z nowszych populacji żubrów jest ta, która została wypuszczona dnia 4 marca 2021 roku w liczebności 4 osobników, do Puszczy Rominckiej. Do wiosny 2021 roku, stado zostało poszerzone do 8 osobników. 
W zamkniętych hodowlach w Polsce w końcu 2023 żyło 194 żubrów (ośrodki hodowli, ogrody zoologiczne itd.): w ośrodkach hodowli żubrów, zagrodach pokazowych i w ogrodach zoologicznych. Rozważane są kolejne lokalizacje, w których możliwe jest zasiedlenie żubrów (Puszcza Piska, Puszcza Napiwodzko-Ramucka oraz Beskidy).
W pierwszej połowie lat 70. w Bieszczadach bytowało ok. 800 żubrów. To potężne stado zostało następnie znacznie przetrzebione przez epidemię gruźlicy, którą przetrwało ok. 50 osobników. Populacja ta z czasem ponownie znacznie wzrosła. W 2012 roku w Balnicy stwierdzono u jednego z bieszczadzkich żubrów nietypowe zachowanie (m.in. był agresywny w stadzie, uderzał łbem o drzewa). W następnym roku został wyeliminowany ze stada. Stwierdzono wówczas u niego telazjozę – chorobę powodowaną przez nicienie z rodzaju Thelazja. Pasożyty żyjące w gałce ocznej przeżuwaczy powodują u nich ślepotę, zaburzenia ruchu i w konsekwencji śmierć. W następnych latach stwierdzono tę chorobę u kilkunastu padłych w Bieszczadach żubrów, a istnieją obawy, że była przyczyną śmierci szeregu innych osobników.
Przy drodze wojewódzkiej nr 689 łączącej Białowieżę z Hajnówką działa Rezerwat Pokazowy Żubrów Białowieskiego Parku Narodowego. Od końca lat 70. funkcjonuje Zagroda Pokazowa Żubrów w Wolińskim Parku Narodowym koło Międzyzdrojów.
W 2008 roku w Pszczynie powstała Pokazowa Zagroda Żubrów, w której na blisko 10 hektarach poza żubrami są obecne także muflony, jelenie, daniele i sarny. 17 maja 2012 roku Pokazową Zagrodę Żubrów otwarto w Bieszczadach w miejscowości Muczne w gminie Lutowiska. Na 9 hektarach przebywało wówczas 18 żubrów (3 ze Szwajcarii, 7 z Niemiec, 3 z Belgii, 3 ze Szwecji i 2 sprowadzone z Francji).
5 kwietnia 2018 w Puszczy Augustowskiej utworzono nowe wolno żyjące stado żubrów (pięć krów i dwa byki), w końcu 2020 liczyło one 17 osobników, a w 2023 roku 27 żubrów. 
W 2021 powstały nowe wolne stado żubrów – w Lasach Janowskich, której populacja w 2023 roku sięgała 11 osobników.
W 2023 roku padł pomysł, żeby przywrócić populację żubrów do Kampinoskiego Parku Narodowego. Żubry w tym miejscu zostały uśpione w 2018 roku ze względu na pandemię gruźlicy.

## Historia

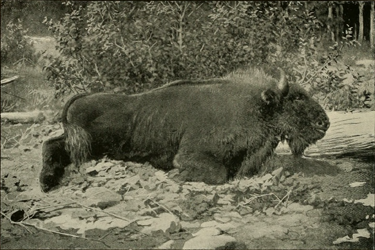
Żubr kaukaski zastrzelony w 1896 roku

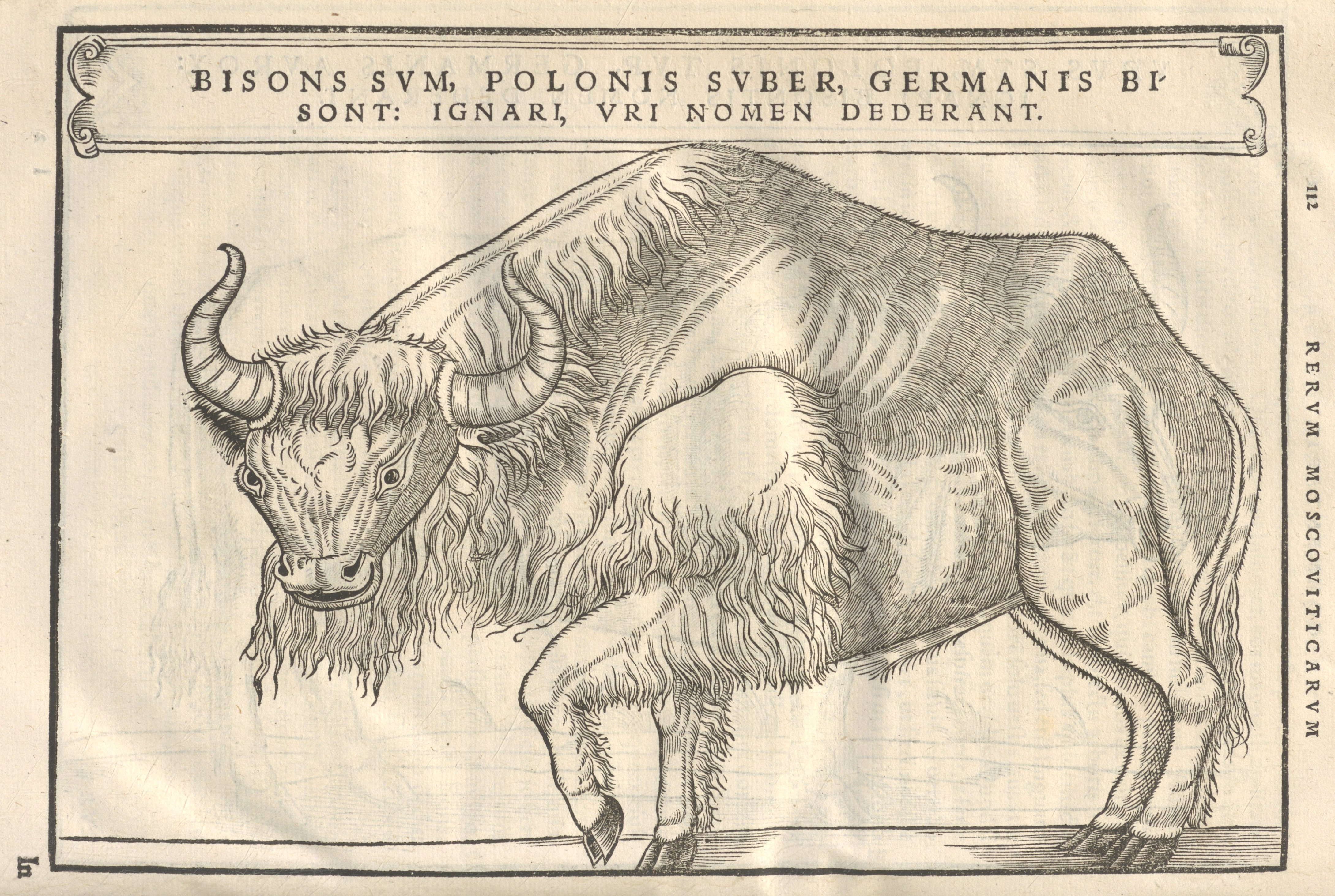
Żubr na grafice z dzieła Rerum moscoviticarum commentarii Siegmunda von Herberstein (wyd. 1556)

Żubry zamieszkują środowiska leśne, te nie są jednak optymalne, ponieważ zimą nie dostarczają wystarczającej ilości pożywienia dla tak dużego roślinożercy, większość populacji jest w czasie cięższych zim dokarmiana przez człowieka, ponieważ brak lub niedostateczne dokarmianie powoduje, że zwierzęta te migrują na tereny otwarte, powodując szkody w uprawach rolniczych. W ramach polsko-niemieckich badań składu izotopowego kości (zawartości stabilnych izotopów węgla i azotu) najstarszych w Europie zachowanych kości żubra Bison bonasus potwierdzono, że w czasach prehistorycznych żubry preferowały tereny otwarte, a ich dieta miała mieszany charakter i zawierała porosty, trawy i pędy drzew oraz krzewów.
Żubry żyjące w stanie dzikim wyginęły w Anglii już w XII wieku, we Francji w końcu XIV wieku, w Niemczech w XVI wieku, a w Siedmiogrodzie w 1810 roku. W Małopolsce wyginęły w XVIII wieku. Pod koniec XVIII wieku żubry występowały już tylko na Kaukazie i w Puszczy Białowieskiej.
W miarę rozwoju rolnictwa i wycinki lasów zwierzęta te traciły naturalne siedliska, a ponadto były nieustannie trzebione przez kłusowników. W XVI stuleciu Zygmunt II August zezwalał na polowania na żubry tylko imiennie konkretnemu myśliwemu na konkretną liczbę sztuk. Dekrety i surowe kary zdały się jednak na nic.
Sytuacja zmieniła się na krótko w XIX wieku. Puszcza Białowieska należała do imperium rosyjskiego i car Aleksander I Romanow objął żubry ochroną. Populacja stale się zwiększała i w roku 1857 w puszczy żyło już 1900 osobników. Jednak później liczba zwierząt zaczęła spadać i do czasu wybuchu I wojny światowej ich liczba spadła o połowę. Według danych ze stycznia 1914 roku główną ostoją żubra było wówczas nadleśnictwo Browsk. Znajdowało się tam 727 sztuk tych zwierząt, w tym 231 byków, 347 żubrzyc i 149 żubrząt. Ostatecznym ciosem była sama wojna. Żubry zostały wybite przez wycofujące się wojska niemieckie, partyzantów rosyjskich i kłusowników. Ostatni wolnożyjący żubr nizinny został zabity w kwietniu 1919 lub, według innych źródeł, 9 lutego 1921 przez Bartłomieja Szpakowicza z Białowieży.
W celu ratowania gatunku w roku 1923 z inicjatywy prof. Jana Sztolcmana założono Międzynarodowe Towarzystwo Ochrony Żubra. Pierwszym krokiem było ustalenie liczby żubrów czystej krwi, żyjących w niewoli. Doliczono się 54 żyjących w tamtym czasie osobników. Dwa pierwsze żubry na wolności znalazły się jesienią 1929 roku w Puszczy Białowieskiej. W roku 1939 w puszczy było już 16 zwierząt, które przetrwały II wojnę światową.
Pierwsza szczegółowa analiza rodowodu została przeprowadzona przez Hermana Slatisa w 1960 roku i obejmowała zwierzęta żyjące w latach 50. XX wieku. Stwierdził on, że wszystkie żubry wywodzą się od 17 przodków, ale niektórzy z tych przodków byli reprezentowani tylko przez jednego potomka. Dlatego, autor postanowił określić 12 unikatowych genotypów jako założycieli: 11 osobników podgatunku Bison bonasus bonasus i jednego z podgatunku Bison bonasus caucasicus. Na tej podstawie wyróżniane są dwie linie genetyczne żubra. W puli genowej obecnej linii nizinnej (LB) znajduje się tylko siedem osobników założycieli – zwierząt schwytanych z populacji wolnożyjących i wziętych do hodowli ponad 100 lat temu. Linia ta jest zamknięta, ponieważ oboje rodzice powinni należeć do linii LB. Ponadto wszystkie samce w tej linii mają kopię chromosomu Y pochodzącego od założyciela, nazwanego Plebejerem. Druga linia, zawierająca geny kaukaskiego założyciela (samca), nazywana jest linią nizinno-kaukaską (LC), a jej pulę genową tworzyło wszystkich 12 założycieli.
Żubr europejski określony przez polskiego ustawodawcę jako żubr (Bison bonasus) podlega w Polsce ścisłej ochronie gatunkowej.
Ze względu na efekt wąskiego gardła średnia heterozygotyczność (H), oznaczona dla 69 loci białkowych, wyniosła w 1994 roku 1,2%

## Żubr w kulturze

### Heraldyka

Herb szlachecki Pomian

Herb szlachecki Wieniawa

Żubr wraz z innymi przedstawicielami podrodziny Bovinae, określanej w literaturze zoologicznej nazwą bawoły, umieszczany był i jest na licznych herbach: miast, rodzin, instytucji. Z uwagi na swoją siłę, męstwo i odwagę, częściej przedstawiany jest byk, rzadziej krowa. Żubr w herbie symbolizuje też: potęgę, siłę przyrody, którą trudno ujarzmić, oznacza dzielność, wspaniałomyślność i pracowitość.
Z herbem rodziny Wieniawa związana jest legenda o rycerzu imieniem Lastek, sławiąca nie cechy żubra, ale bohaterstwo rycerza. W herbie Rumunii jest żubr symbolizujący tradycje Mołdawii (żubry wyginęły tam w XVII wieku). Podobnie wiele miast położonych na Podlasiu i Białorusi posiada w herbie żubra z racji jego historycznego lub obecnego występowania na danym obszarze geograficznym.

Herby miejscowości, miast, krain i państw
Herb Białowieży, Polska
Herb powiatu hajnowskiego, Polska
Herb Narewki, Polska
Herb Tykocina, Polska
Herb Zambrowa, Polska
Herb Sokółki, Polska
Herb Kazimierzy Wielkiej, Polska
Herb obwodu brzeskiego, Białoruś
Herb obwodu grodzieńskiego, Białoruś
Herb Świsłoczy, Białoruś
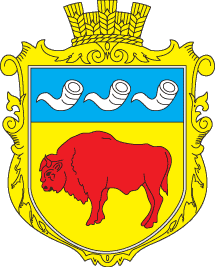
Herb Zubrzy
Herb Zubří, Czechy
Herb Cortézubi, Hiszpania
Herb Rumunii
Herb Mołdawii
Herb Żywca
Herb ziemi kaliskiej
Herb gminy Aleksandrów Kujawski

### Numizmatyka, filatelistyka

#### Filatelistyka polska
Pierwszy polski znaczek pocztowy z żubrem wyemitowany został 22 grudnia 1954 w serii Zwierzęta pod ochroną. Przedstawiał samicę żubra (Bison bonasus) z cielakiem. Projektantem znaczka o nominale 45 gr był Czesław Borowczyk, ryt wykonał Bogusław Brandt. Użyto technik stalorytu i rotograwiury. Wydrukowano 200.000 sztuk formy bez ząbków oraz 3.860.000 sztuk formy ząbkowanej. Znaczek pozostawał w obiegu do 31 grudnia 1994. Drugi znaczek Poczty Polskiej przedstawiający żubra wyemitowany został 30 listopada 1965 w serii Zwierzęta leśne. Na znaczku przedstawiono samca. Projektantem znaczka o nominale 5,60 zł był Jerzy Desselberger. Użyto techniki rotograwiury. Wydrukowano 1.432.020 sztuk. Znaczek pozostawał w obiegu do 31 grudnia 1994. W 1981 ukazała się cała seria z żubrami: Restytucja żubra. Seria składała się z pięciu znaczków, każdy o nominale 6,50 zł. Znaczki stanowiły całostkę przedstawiającą stado żubrów. Na poszczególnych znaczkach projektant Karol Śliwka przedstawił: młode krowy, parę żubrów, byka karata, krowę z młodym cielakiem, młode żubry. Użyto techniki rotograwiury. Każdego z nominałów wydrukowano 6.547.000 sztuk. Znaczek pozostawał w obiegu do 31 grudnia 1994. W 1983 Poczta Polska wyemitowała serię Ochrona środowiska. Na jednym ze znaczków ukazany został żubr w tle sarny. Znaczek zaprojektował Stefan Małecki. Wydrukowano 3.940.000 sztuk, technika offsetu. Znaczek o nominale 31 zł pozostawał w obiegu do 31 grudnia 1994. W 1996 wyemitowano po raz kolejny całą serię z żubrami. Serię stanowiły cztery znaczki o nominale 55 gr. Autorem projektów był Janusz Wysocki. Wydrukowano 1.000.000 sztuk każdego ze znaczków. Seria pozostawała w obiegu do 31 grudnia 2003. W 1999 Poczta Polska wyemitowała znaczek pocztowy przedstawiający dzięcioła trójpalczastego Picoides tridactylus na tle sylwetki żubra. Projektantem znaczka o nominale 1,40 zł był Jerzy Desselberger. Wydrukowano 700.000 sztuk. Obok nazwy kraju na znaczku znalazły się napis Europa oraz nazwa Białowieski Park Narodowy. Znaczek wydrukowany techniką offsetu na papierze fluorescencyjnym pozostawał w obiegu do 31 grudnia 2003. W 2011 wyemitowano znaczek z symboliczną sylwetką żubra wśród drzew o nominale 3 zł. Znaczek zaprojektowała Anna Niemierko. Wydrukowano 630.000 sztuk, techniką offsetu, na papierze fluorescencyjnym, przy użyciu lakieru zapachowego. Na znaczku, obok napisu Polska pojawił się też napis Europa.
Numeracja polskich znaczków z żubrem według katalogu Fischera: 1954 r. Fi 743, 1965 r. Fi 1493, 1981 r. Fi 2608-2612, 1983 r. Fi 2706, 1996 r. Fi 3481–3484, 1999 r. Fi 3615 (w tle), 2011 r. Fi 4371.
Wizerunek żubra został przedstawiony również na wybitej w 1977 roku polskiej monecie kolekcjonerskiej o nominale 100 zł. Moneta ta została wykonana ze srebra próby 625 w nakładzie 30 050 egzemplarzy, miała średnicę 32 mm i wagę 16,5 g, rant gładki.

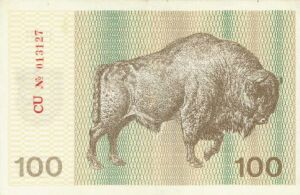
100 tałonów Litwa (1991)
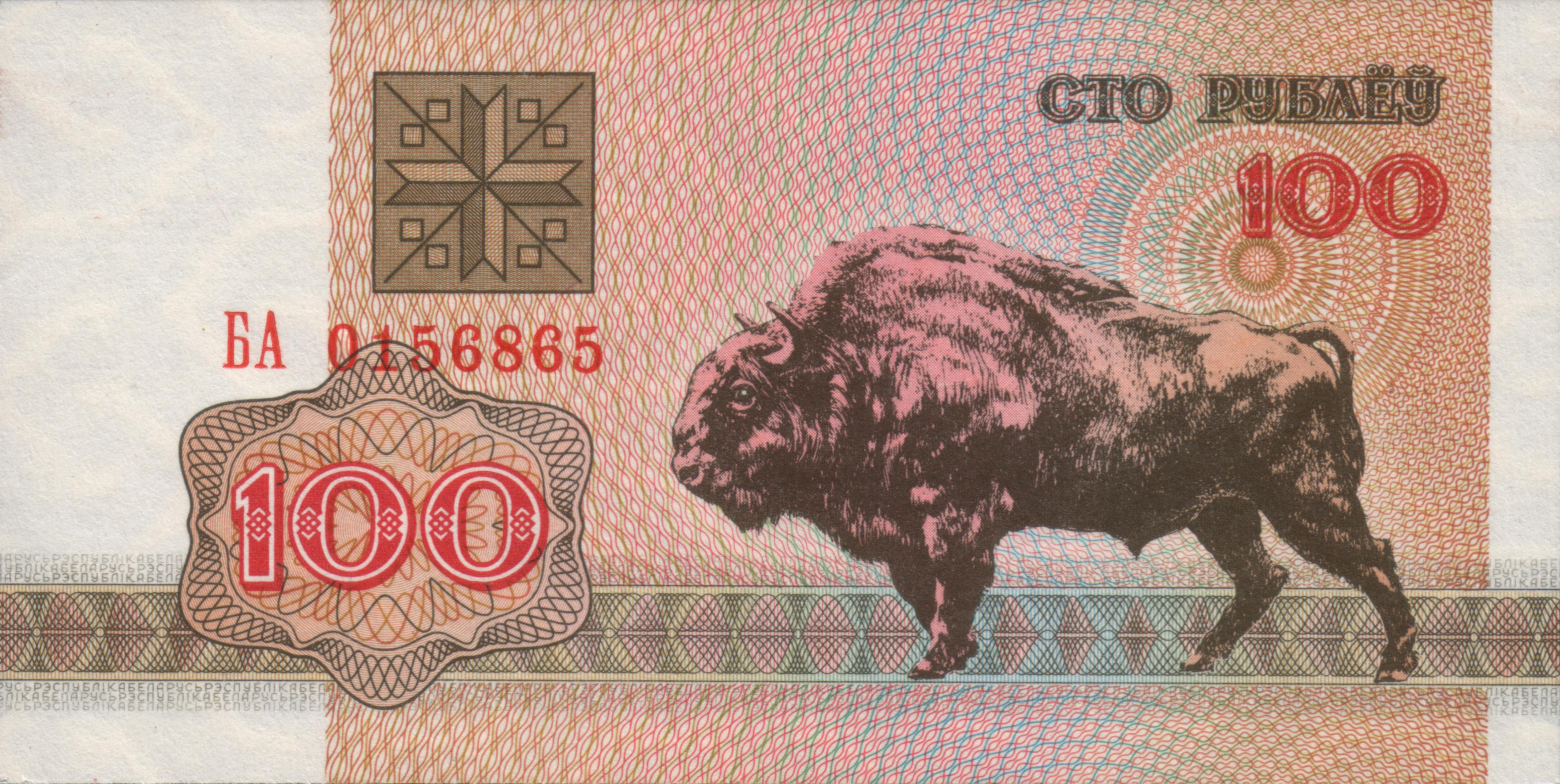
100 rubli, Białoruś (1992)
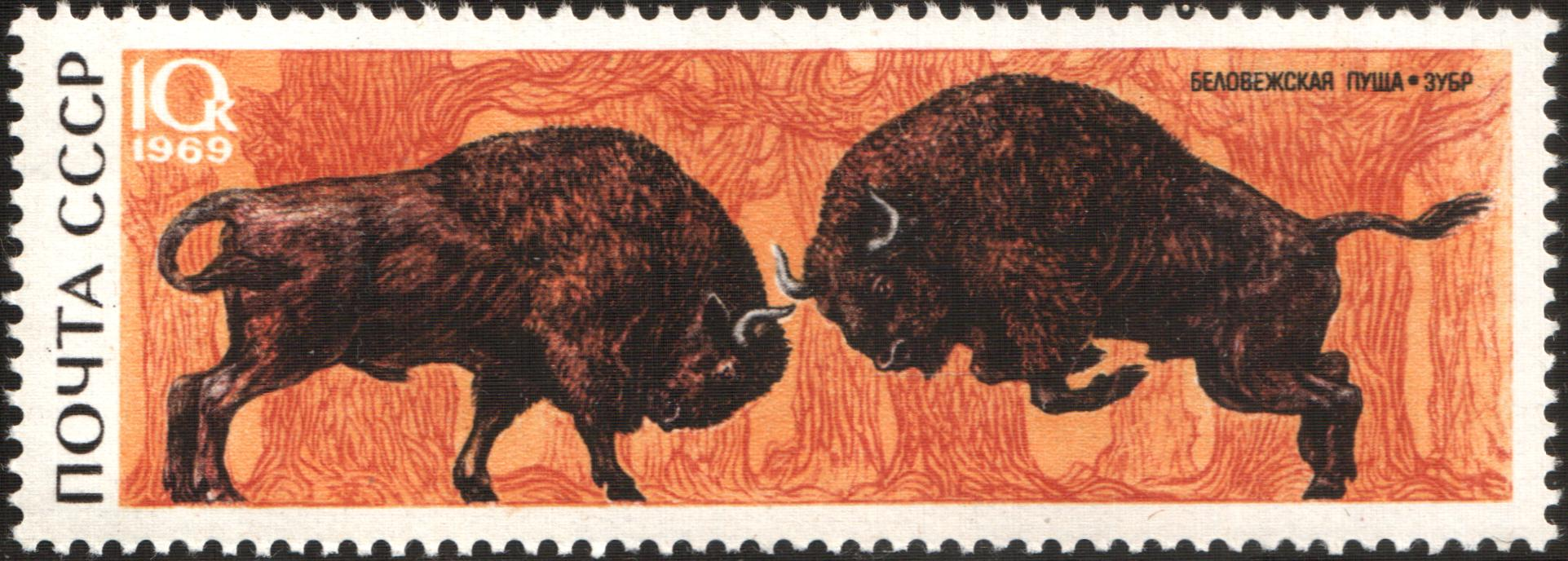
Znaczek radziecki z 1969
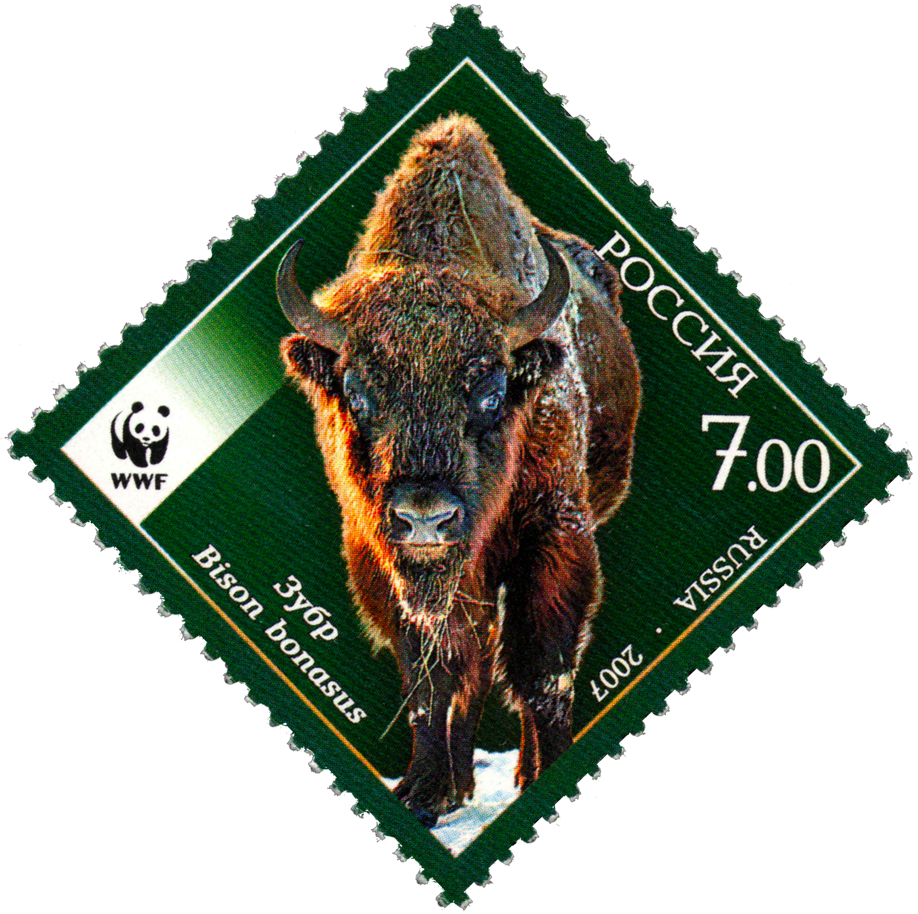
Znaczek rosyjski z 2007
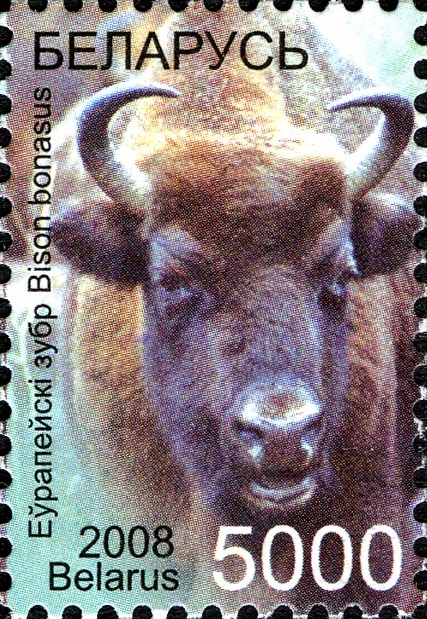
Znaczek białoruski z 2008
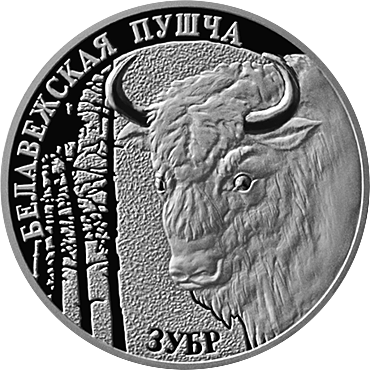
Białoruska moneta
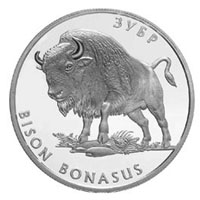
Białoruska moneta

### Pomniki
Pomnik żubra stanął w 1862 roku na terenie Zwierzyńca koło Białowieży na pamiątkę polowania cara Aleksandra II. Pomnik ten od 1928 r. znajduje się w Spale. Jego wierną replikę odsłonięto w Zwierzyńcu 18 września 2014 roku.
Pomnik żubra w Zambrowie. Nawiązuje do etymologii nazwy miasta – „miejsca pobytu żubrów” i jest jego symbolem. Znajduje się w centrum Zambrowa na skwerze obok ronda Romana Dmowskiego. Odsłonięty został 6 sierpnia 2008 r. Jest to pomnik odlany z brązu, w skali 1:1. W plebiscycie mieszkańcy nadali mu imię „Zambruś”.